# Мухаммед-хан Каджар
Мухаммед-хан Каджар (азерб. Məhəmməd xan Həsənəli xan oğlu Ziyadlı-Qacar) — шестой хан Эриванского ханства (1784—1805/1806), участник русско-персидских войн, начальник личной охраны Аббас-Мирзы Каджара.

## Происхождение
Сын Гасан-Али хана. Принадлежал к ветви Гованлы племени Каджаров. Родился в Ереване, получил семейное воспитание и придворное образование. Источников о его молодости очень мало. Некоторые авторы считают, что Мухаммед-хан является сыном Гусейн-Али хана от грузинки и сводным братом Гуламели-хана.

## История

### Приход к власти
Прошлый Гуламели-хан, находившийся у власти восемь месяцев, был убит в результате заговора летом 1784 года, что ещё больше обострило напряжение в ханстве. После убийства большинство населения Еревана выбрало Мухаммад-хана, 12-ти летнего брата Гуламели-хана. Так как Мухаммад-хан был молод, то в первые годы своего правления он находился в зависимости от матери и лояльных к нему влиятельных вельмож, и должен был выплачивать компенсацию Картли-Кахетинскому царству.

### Правление
Мухаммед-хан с первого дня столкнулся с натиском противоборствующих сил. После смерти прошлого Гуламели-хана население ханства разделилось на два лагеря: первые была сторонниками Мухаммед-хана, которого поддерживал Ахмед хан Хойский, вторые же противоборствующие силы стояли на стороне султана Маку — Ахмеда. Последний искал возможности захватить Эриванское ханство, но приход к власти Гуламели-хана, поддержанный народом, сорвал его замысел, однако после его смерти султан Ахмед решил действовать.
В одном из своих писем от 25 июля 1784 года С. Д. Бурнашов отмечает, что Ахмед султан является одним из самых влиятельных вельмож Еревана и имеет богатые особняки по ту сторону Аракса. Он был в союзе с царём Картли-Кахетии Ираклием II, который поручил Мирзе Гургену сообщить Ахмед султану, что царь поможет ему стать правителем Эриванского ханства.
Когда обстановка в Ереване накалилась, местный Исхак-паша связался с ханом Хоя и призвал его вмешаться в происходящее. В результате Ахмед-хан Хойский отправил своего представителя Мирзу Абдул-Хасана и казначея Ризван-агу в Ереван с указом и письмом, написанным на имя Мухаммад-хана. В результате их усилий удалось подавить волнения среди населения и установить мир. Было уже поздно, когда Мирза Гурген, посланный Ираклием II, вошёл в Ереван с 70-80 всадниками. По этой причине царские люди были вынуждены вернуться в Тифлис. Мирза Гурген остался в Ереване с несколькими людьми.
В противостоянии в Ереване победили сторонники Мухаммед-хана. В результате противоборствующие силы потерпели поражение с помощью сторонников Османской империи.  Опасаясь усиления зависимости Мухаммед-хана от Ираклия II, Османский дворец стал принимать срочные меры. Султан Абдул-Хамид I направил Мохаммед-хану указ, призывая его объединиться с другими ханствами и вести борьбу против Грузинского царства и Российской империи.
Ираклий II отправил в Ереван двухтысячное войско. Согласно В. И. Марковину, хан Еревана поспешно сказал Сулейман-паше Ахалцихскому, что он подчинится Ираклию II. Напряжение между сторонами временно улеглось.
Осенью 1784 года султан Ахмед отправил на Южный Кавказ новую делегацию в составе 60 человек под руководством Ибрагима-эфенди. Когда Ибрагим-эфенди прибыл на Южный Кавказ, вместе с указом султана он привез много денег и подарков азербайджанским ханам и дагестанским судьям, призывая правителей ханств мусульман объединиться.

### Отношения с Ираном
Мухаммед-хан Каджар был взят под стражу по приказу Ага Мохаммад шаха (1789—1797), однако из-за их общего каджарского происхождения Мохаммад-хана пощадили. Преемник Ага Мохаммад-хана, Фатх-Али Шах Каджар (1797—1834), отправил его обратно в Ереван, чтобы он продолжал оставаться ханом. Хотя Мухаммад-хан не отличался храбростью, он был опытен в политике и поддерживал контакты с Российской и Османской империями, а также гарантировал Каджарскому государству свою лояльность.

### Отношения с Российской империей
После восшествия на престол Александр I (1801—1825) он назначил К. Ф. Кнорринга губернатором Грузии, и поручил ему убедить различные ханства, в которых власть Фетх-Али-шаха ещё не установилась, — такие как Эривань, Гянджа, Шеки, Ширван и Баку — просить защиты у Российское империи. Российские солдаты теперь постоянно дислоцировались в Тифлисе и были готовы выдвинуться к берегам реки Аракс.
Поскольку Джавад-хан Каджар, правитель Гянджи продолжал хранить верность шаху, полководец И. П. Лазарев попытался склонить на сторону России Мухаммад-хана Эриванского и Келб Али-хана Кенгерли Нахичеванского. Хотя оба хана сначала отнеслись к этому положительно, в конце концов они отказались.
В январе 1802 года ходили слухи, что Фетх-Али-шах послал одного из своих командиров в Тебриз для подготовки к вторжению в Нахичевань и смещению Келб-Али хана с занимаемой должности. Если Мухаммад-хан не уступит шаху, командующий со своими людьми должен будет выдвинуться к Еревану, а затем ждать появления шаха и остальных каджарских войск. Позже распространились и другие слухи, например, о запланированной осаде крепости Эривань Азербаджанской армией Каджарского государства и нападении на Тифлис. Ни один из этих слухов не подтвердился, так как другие события привлекли внимание шаха: разграбление Кербелы ваххабитами, третья кампания в Хорасане и убийство иранского посланника Хаджи Халил-хана в Бомбее (ныне Мумбаи). Фетх-Али-шах занимался этими делами с марта 1802 по март 1803 года.
21 апреля 1802 года Кнорринг вернулся в Тифлис. По приказу императора Кнорринг должен был убедить ханов Эривани и Гянджи принять русские гарнизоны, чтобы защитить Грузию от возможного вторжения каджаров. В этот период Мухаммед-хан оставался в своей крепости, посылая шаху и генералу Лазареву противоречивые сообщения, заявив о своей верности обоим. Лазарев ответил, что ему нужно разрешение Кнорринга на переговоры. Посол Мухаммед-хана оставался в Тифлисе до получения ответа Кнорринга. Последний вскоре ответил, убеждая Мухаммад-хана направить императору официальную просьбу с официальной подписью и печатью, чтобы Эриван мог быть поставлен под защиту России.

## Смерть
Историк Мирза Юсуф Карабаги пишет:
```
— «Когда Мухаммад-хана везли в 
Тифлис
, его несколько дней держали в 
Шушинской крепости
. Мухаммед-хан принадлежал к племени 
Каджаров
, он был невысоким мужчиной с редкой бородой и невысокого роста. У него была очень большая лошадь. Он был похож на маленького ребенка на лошади. Учитывая его лень и пренебрежение крепостью, 
Аббас-мирза
 лишил его высокой должности и передал её старшему сыну Сардара Амир-хану. Сестра Аббаса-Мирзы была женой Мухаммед-хана. Сам он развёлся с сестрой Мухаммед-хана и сказал: — «Человек, который отдаёт замок врагу, не может быть родственником моей жены»»
[
21
]
.
```

В 1805 году Мухаммад-хан Эривани был отстранён от должности шахом Ирана из-за его взаимодействия с Российской империей во время и после осады Эривани. Его сменил Мехди Коли Хан Каджар. Мухаммед-хан умер через год во время осады города Герат, где он командовал частью иранской армии.

## Потомки
В 1838 (1254 по хиджре) женился на дочери Фетх-Али шаха — Зейнет-уд-Дауле, она же сестра Аббаса-Мирзы.
Сыновьями Мухаммад-хана были Хуссейн-хан Сардар — последний хан Эриванского ханства с 1807 по 1827 год, комендант Эриванской крепости — Гасан-хан и Мухаммед Хасан — правитель останов Йезда и Кермана.
Его дочь, выбранная самим Фетх-Али шахом, вышла замуж за принца Махмуда Мирзу, 15-го сына Фетх-Али-шаха, и став его главной женой.